# シグナス NG-19
NG-19はノースロップ・グラマンのシグナス無人宇宙補給機の19回目の飛行であり、NASAとの商業補給サービス（CRS-2）における18回目の国際宇宙ステーション（ISS）への飛行。このミッションは2023年8月2日 00:31:14 UTCに打ち上げられた。この打ち上げはCRS-2契約下での8回目のシグナス宇宙船の打ち上げとなった。
オービタルATK（現在のノースロップ・グラマン・イノベーション・システムズ）とNASAは共同で、ISSへの商業貨物補給サービスを行うための新しい宇宙輸送システムを開発した。商業軌道輸送サービス（COTS）計画のもと、オービタルATKが中型打ち上げ機のアンタレスと、パートナー企業のタレス・アレーニア・スペースが提供する与圧貨物モジュールと、オービタルGEOStar衛星バスを基にしたサービスモジュールを使用した先進的な宇宙船シグナスの設計、取得、建造および組み立てを行った。
このフライトでは、ウクライナで組み立てられ、ロシア製エンジンを使用する最後に残っていたアンタレス200 シリーズLVロケットが使用された。続く3回のシグナスのミッションではファルコン9が使用され、その後のミッションではウクライナやロシアの部品に依存しない次世代のアンタレス300シリーズが使用される。

## 来歴
シグナスNG-19は、商業補給サービスフェーズ2のもとで7回目のシグナスのミッションである。ノースロップ・グラマン・イノベーション・システムズは2021年2月23日に、タレス・アレーニア・スペース（イタリア、トリノ）が今後の商業補給サービス2ミッション向けの追加の2機の与圧貨物モジュール（PCM）を製造することになったことを確認した。2機の追加のシグナス宇宙船は、NG-18およびNG-19に割り当てられた。
シグナス宇宙船の製造と統合はバージニア州ダレスで行われた。シグナス・サービス・モジュールは打ち上げ場で与圧貨物モジュールと結合され、ミッションはバージニア州ダレスと、テキサス州ヒューストンの管制センターから制御される。

## 宇宙船
このフライトは、拡張シグナスPCMの14回目の飛行である。

## 積荷目録
積荷目録によればシグナス宇宙船には総計3,729 kg (8,221 lb)の貨物が搭載された。

## 研究
軌道周回実験室に到着した新しい実験は、将来の科学者や探査者にインスピレーションを与え、研究者に貴重な洞察を提供する。
NASAの科学調査研究
- 神経再生を可能にする革新的な麻痺療法（Neuronix）- ISS国立研究所の後援により、微小重力下での3Dニューロン細胞培養の形成を実証し、ニューロン特異的遺伝子治療をテストする。遺伝子治療は、麻痺やアルツハイマー病、パーキンソン病などの神経疾患を持つ人々の潜在的な治療法として期待されているが、これらの治療法をテストするために必要な3Dモデルは、地球の重力下では成長できない。微小重力環境で3D細胞培養を作成すると、創薬や遺伝子治療の試験のためのプラットフォームが提供される可能性がある[10][11]。
- 宇宙船火災実験（Saffire-VI）- 宇宙で火がどのような挙動を示すのかを理解することは、防火および消火方法の開発に不可欠だが、搭乗中の宇宙船内で火炎関連の実験を行うのは困難である。宇宙船火災実験（Saffire）は、クルーとステーションへのリスクを取り除くためにシグナス宇宙船がステーションを離れたあとで実施される。Saffire-VIは一連の実験の最後のものであり、さまざまな酸素濃度での可燃性をテストし、火災の検知と監視、火災後の清掃能力を実証するための以前の実験結果に基づいている[10]。
- 長期滞在飲料水ディスペンサー（Exploration PWD）- 飲料水の高度な消毒と微生物の増殖を抑制する方法を使用し、熱湯を分配する。このシステムは2008年秋に打ち上げられたものの改良版である[10][12]。
- MVP-Cell-02A - NASA生物物理科学部門（BPS）が後援するMVP-Cell-02Aは、生物が宇宙環境に適応するためにどのように進化するかを理解することを目的とした研究。実験中、枯草菌は特別に設計された環境ハードウェア内でさまざまな条件下で培養され、研究者は適応プロセスが微小重力環境と宇宙飛行環境全体で異なって起こるかどうかを調査できる。MVP-Cell-02AはMVP-Cell-02の再実験である[13]。